# Yacouba Sawadogo
Yacouba Sawadogo (1946 – 3 de dezembro de 2023) foi um agricultor e agrónomo burquinense que usou com sucesso uma técnica agrícola tradicional chamada zaï para restaurar solos danificados pela desertificação e pela seca. Estas técnicas são conhecidas pelos termos coletivos agrosilvicultura e regeneração natural gerida pelo agricultor.
Um documentário de 2010, The Man Who Stopped the Desert, exibido pela primeira vez no Reino Unido, retrata a sua vida.
Sawadogo era um falante nativo de Mossi. Em 2018, ele recebeu o prémio Right Livelihood Award. Em 2020, foi agraciado com o prémio Campeões da Terra.
Sawadogo morreu em 3 de dezembro de 2023 aos 77 anos.

## Contexto
As porções do norte do Burkina Faso situam-se no Cinturão do Sahel, uma região semi-árida entre o Deserto do Saara, a norte, e as savanas tropicais mais a sul. A região sofre periodicamente com a seca. A mais recente grande seca ocorreu entre 1972 e 1984, resultando numa fome que matou centenas de milhares de pessoas.
Um efeito da seca foi a desertificação generalizada. Combinada com outros fatores como o sobrepastoreio, a má gestão dos solos e a superpopulação, a seca levou a um aumento substancial de terras áridas, especialmente em encostas, devido à dificuldade comparativa de cultivar terras inclinadas. Sem cultivo, o solo sofreu maior erosão e compactação. Estas práticas também levaram a uma redução anual de um metro no lençol freático na década de 1980.

## Reabilitação do solo
Juntamente com Mathieu Ouédraogo, outro inovador agrícola local, Sawadogo começou a experimentar técnicas de reabilitação de solos danificados na década de 1970. Ele baseou-se em abordagens simples e tradicionais da região: cordons pierreux e buracos zaï. Tanto Sawadogo como Ouédraogo empenharam-se em esforços de extensão e divulgação para disseminar as suas técnicas por toda a região.

### Cordons pierreux
Os cordon pierreux ("cordões pedregosos") são linhas finas de pedras do tamanho de um punho dispostas ao longo dos campos, cujo objetivo é formar uma bacia hidrográfica. Quando a chuva cai, ela empurra o lodo pela superfície do campo, que então vai até aos cordões. Reduzir o fluxo de água dá mais tempo para que ela penetre na terra. O lodo acumulado também fornece um local relativamente fértil para a germinação de sementes de plantas locais. As plantas retardam ainda mais a entrada de água e as suas raízes quebram o solo compactado, facilitando assim a penetração de mais água.

### Buracos Zaï
Os buracos Zaï adotam uma abordagem um pouco diferente para capturar água. São buracos cavados no solo. Tradicionalmente, eles eram usados de forma limitada para restaurar terras áridas. Sawadogo introduziu a inovação de enchê-los com estrume e outros resíduos biodegradáveis para fornecer uma fonte de nutrientes para a vida vegetal. O estrume atrai térmitas, cujos túneis ajudam a quebrar ainda mais o solo. Ele também aumentou ligeiramente o tamanho dos furos em relação aos modelos tradicionais. Os buracos de Zaï foram usados para ajudar a cultivar árvores, sorgo e milheto.
Desde meados da década de 1980 até 2009, a utilização do zaï também levou a que os níveis dos lençóis freáticos subissem cerca de 5 metros (16 pé) em média, e até 17 metros (56 pé) em algumas áreas.

### Divulgação
Para promover estes métodos, particularmente os bucasos zaï, Sawadogo realizava duas vezes por ano "Dias de Mercado" na sua quinta, na vila de Gourga. Participantes de mais de uma centena de aldeias regionais vieram para partilhar amostras de sementes, trocar dicas e aprender uns com os outros.
O processo foi apoiado pelo cientista holandês Chris Reij (World Resources Institute) e pela OXFAM UK.

## Conflito e proteção governamental
Ao longo de mais de duas décadas, o trabalho de Sawadogo com buracos zaï permitiu-lhe criar uma área florestal de 250.000m²,  o que levou tanto a uma luta com o governo sobre a propriedade e o direito à terra, como a uma medida de proteção posterior por parte do governo. A área florestal é claramente visível nas imagens de satélite a leste do hospital e é chamada de Bangr-Raaga em Mossi, que significa Floresta da Sabedoria. Posteriormente, esta área foi anexada pela cidade vizinha de Ouahigouya, sob os auspícios de um programa governamental para aumentar as receitas da cidade. De acordo com as disposições do programa, Sawadogo e os seus familiares imediatos têm direito a um décimo de 1 acre (400m 2) do lote e não receberam nenhuma outra indemnização.
Em 2008, Sawadogo estava a tentar angarir US$20.000 para comprar a terra. No ano seguinte, ele estava a tentar angariar €100.000 porque a terra estava agora avaliada em €100.000 devido ao seu trabalho crescente na fertilização das terras.
Em 2012, os colonos chegaram à orla da floresta e começaram a erguer os primeiros edifícios na floresta em 2019. As autoridades informaram sobre um procedimento administrativo em curso para proteger o terreno como património municipal.
Uma vedação de proteção para toda a floresta foi inaugurada em 18 de Junho de 2021 na presença do Ministro do Ambiente do Burkina Faso.